# 夜神里奈
夜神 里奈（やがみ りな、11月28日 - ）は、日本の漫画家。千葉県出身。血液型はA型。小学館の『Sho-Comi』にて執筆中。
初期は原作がついた作品が多い漫画家である。

## 来歴・人物
2004年に少女コミック増刊2004年12月15日号に掲載された「スパイシーBOY☆」で漫画家デビュー。
デビュー前は『Sho-Comi』漫画家の水波風南の下でアシスタントとして技術を磨いていた。そのため、本人も「水波先生あっての夜神」と語っている。
デビュー後は、同じく『Sho-Comi』漫画家の咲坂芽亜の下でアシスタントを経験している。
自身初のFCは携帯小説vira原作の『キミを想うトキ』で、『Sho-Comi』期待のホープとして発売された。
作風では、『Sho-Comi』誌内で「カッコイイ男を描かせるならこの人!」などと記載されることが多い。
一人っ子である。中学・高校は女子校に通っており、大学は川村学園女子大学。高校生同士の恋愛に憧れていたことから、漫画を描くときはその憧れを描いている部分が多いとのこと。

## 作品リスト

### 連載作品
- 彼氏年下系。（『Sho-Comi』2009年18号 - 20号）
- 皇帝限定（『Sho-Comi』2009年24号[7] - 2010年2号）
- 蜜恋Honey（『Sho-Comi』2010年9号[8] - 14号）
- Bloody Kiss（『Sho-Comi』2010年24号[9] - 2011年2号）
- 溺愛オレ様テーラー（『Sho-Comi』2011年7号[10] - 11号）
- 心友と私のスキな人（『Sho-Comi』2011年20号[11] - 22号）
- みんな、片想いばかりしてる。（『Sho-Comi』2012年6号[12] - 10号）
- オオカミにくちづけ（『Sho-Comi』2012年14号 - 24号）
- 17歳、キスとジレンマ（『Sho-Comi』2013年5号[13] - 24号[14]）
- 制服でヴァニラ・キス（『Sho-Comi』2014年5号[15] - 2015年9号[16]）
- 兄に愛されすぎて困ってます（『Sho-Comi』2015年14号[17] - 2018年8号[18]）
- ワケあって昨日うばわれました（『Sho-Comi』2018年13号[19] - 2019年17号[20]）
- 無敵の番犬に噛みつかれまして（『Sho-Comi』2019年20号[21] - 2021年14号[22]） - 読み切り『#日曜夜に電話して？-狂犬男子更生中-』の登場人物をパワーアップして連載化された作品[23]
- キミに溺れる心臓（『Sho-ComiX』2019年12月15日号[24] - 2021年6月15日号→『モバフラ』2021年34号 - 連載中）

### 読みきり作品
- 束縛☆ダーリン
- 略奪♥エゴイスト
- 純情×暴君×王子様
- キミを想うトキ
- 冷たく、甘く、恋をして
- 1%のキセキ
- 新ニコラ学園物語 さよなら でも 愛してる〜マリヤの場合〜（『ニコラ』2009年9月号付録「nicola×Sho-Comi 夏休み特別コラボ 夏恋♥コミック」[25]）
- さよなら でも 愛してる〜ユタカの場合〜（『Sho-Comi』2009年17号[26]）
- 逆転バレンタイン
- 君がハジメテ
- 意地悪な瞳にキスして
- ×××〜My Little Honey〜
- 夜ごと悪魔とKissをする
- 桜が降るころ
- ラブ♡ハプ
- 絶対教えない
- 女子高生、ひろいました。（『Sho-Comi増刊』2010年10月15日号）
- 神様にはないしょ
- トキメキ最強★オレ様学園（『Sho-Comi』2010年21号[27]）
- …スキ。（『Sho-Comi増刊』2011年8月15日号）
- ずっとずっと大好き。（『Sho-Comi増刊』2011年10月15日号）
- 雪がとける前にスキと言って（『Sho-Comi増刊』2011年12月15日号）
- 極甘キスを召しあがれ。（『Sho-Comi増刊』2012年2月15日号）
- おやすみのチューはくちびるにして。（『Sho-Comi増刊』2012年6月15日号）
- #日曜夜に電話して？-狂犬男子更生中-（『Sho-Comi』2019年13号[28]）

### 書籍
小学館のSho-Comiフラワーコミックスより発行。
- 『キミを想うトキ』、2008年、ISBN 978-4-09-132118-3
  - 「略奪♥エゴイスト」「束縛☆ダーリン」併録
- 『さよなら でも 愛してる』、2009年、ISBN 978-4-09-132786-4
  - 「1%のキセキ」「冷たく、甘く、恋をして」併録
- 『彼氏年下系。』、2009年、ISBN 978-4-09-132796-3
  - 「逆転バレンタイン」「君がハジメテ」併録
- 『皇帝限定』、2010年3月26日発売[29]、ISBN 978-4-09-133040-6
  - 「意地悪な瞳にキスして」「×××〜My Little Honey〜」併録
- 『蜜恋Honey』、2010年8月26日発売[30]、ISBN 978-4-09-133343-8
- 『夜ごと悪魔とKissをする』、2010年12月24日発売[31]、短編集、ISBN 978-4-09-133540-1
  - 「夜ごと悪魔とKissをする」「神様にはないしょ」「桜が降るころ」「ラブ♡ハプ」「絶対教えない」収録
- 『Bloody Kiss』、2011年、ISBN 978-4-09-133836-5
- 『溺愛オレ様テーラー』、2011年、ISBN 978-4-09-134044-3
  - 書きおろしノベル「水面の月 - 桜織斗END -」「一人よりふたりで。 - 威王END -」収録
- 『心友と私のスキな人』、2012年
- 『みんな、片想いばかりしてる。』、2012年、ISBN 978-4-09-134530-1
- 『オオカミにくちづけ』、2012年 - 2013年、全2巻
- 『女子高生、ひろいました。』、2013年1月25日発売[32]、短編集、ISBN 978-4-09-134849-4
  - 「女子高生、ひろいました。」「雪がとける前にスキと言って」「極甘キスを召しあがれ。」「トキメキ最強★オレ様学園」収録
- 『17歳、キスとジレンマ』、2013年 - 2014年、全4巻
- 『制服でヴァニラ・キス』、2014年 - 2015年、全6巻
- 『兄に愛されすぎて困ってます』、2015年 - 2018年、全11巻＋1巻
- 『ワケあって昨日うばわれました』、2018年 - 2019年、全5巻
- 『無敵の番犬に噛みつかれまして』、2020年 - 2021年、全7巻
- 『キミに溺れる心臓』、2020年 - 、既刊4巻（2022年6月10日現在）

### オムニバス
- 放課後、制服を脱いで。
  - 「束縛☆ダーリン」収録
- メガネsecond〜その奥をのぞきたい〜

## アシスタント
- 辻永ひつじ[33]